# Tsozong Gongba

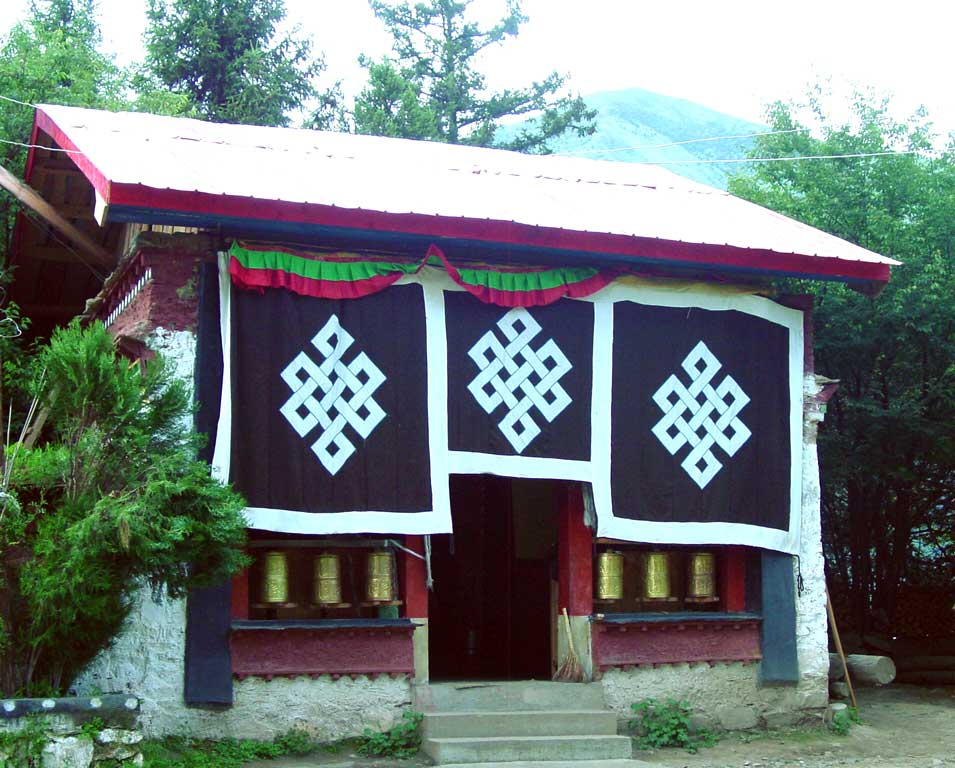
Drie eindeloze knopen

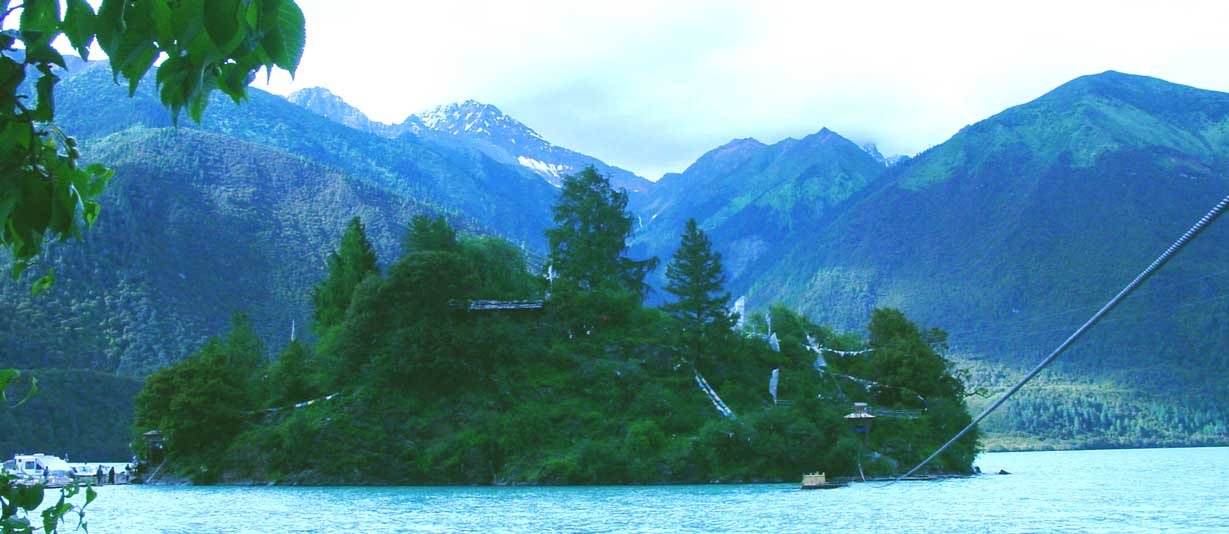
Het eiland Tashi

Tsozong Gongba, ook wel Tsodzong of Tsomum (vertaald kasteel in een meer), is een Tibetaans boeddhistisch klooster uit de nyingmatraditie.
Tsozong Gongba is naar Tibetaanse maatstaven een klein klooster en heeft vier gebouwen. Het klooster bevindt zich op 3540 meter hoogte en staat op het eiland Tashi (Chinees Zha-Xi) in het grootste zoetwatermeer van Oost-Tibet, Pagsum Co, in de Tibetaanse Autonome Regio. Vanwege het vele jade in de Pagsum Co, kleurt het meer groen. Tsozong Gongba is toegankelijk via de Mila-pas.

## Symbolen
De bouw van Tsozong Gongba werd ingezet door de nyingmamonnik Sungye Lingpa en is anno jaren '00 het thuis voor enkele nonnen.
De drie originele beelden van Avalokitesvara, Padmasambhava en Gautama Boeddha zijn tijdens de Culturele Revolutie (1966-76) beschoten en verbrand door het Chinees Volksleger. Ze werden later gerestaureerd door de lokale lama Dudjom Rimpoche en zijn zoon Chuni Rimpoche.
Er is een klein kora-pad rond het klooster met enkele moeilijk herkenbare heilige plaatsen, waaronder een luchtbegrafenisplaats.
Een van de bijgebouwen heeft symbolen met drie eindeloze knopen boven de deur. Zoals op veel plekken in Tibet worden stenen versierd met inscripties van de mantra Om mani padme hum en als offer langs paden gelegd.

## Beelden in het klooster

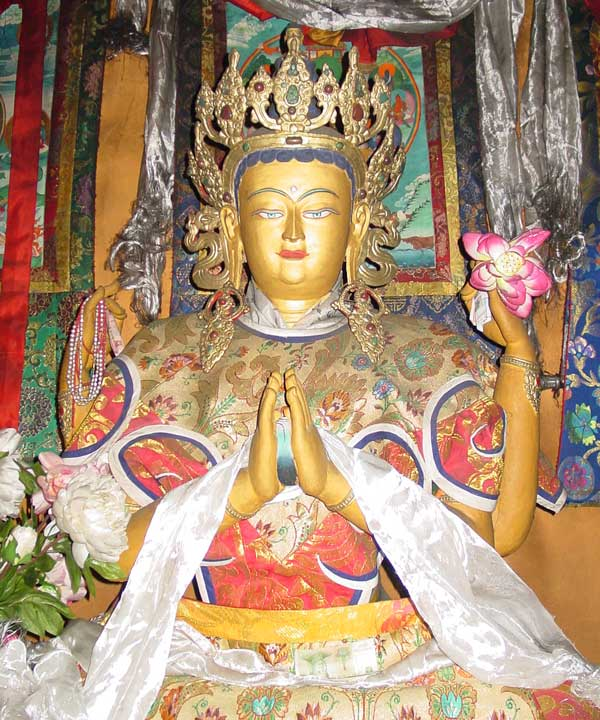
Avalokitesvara
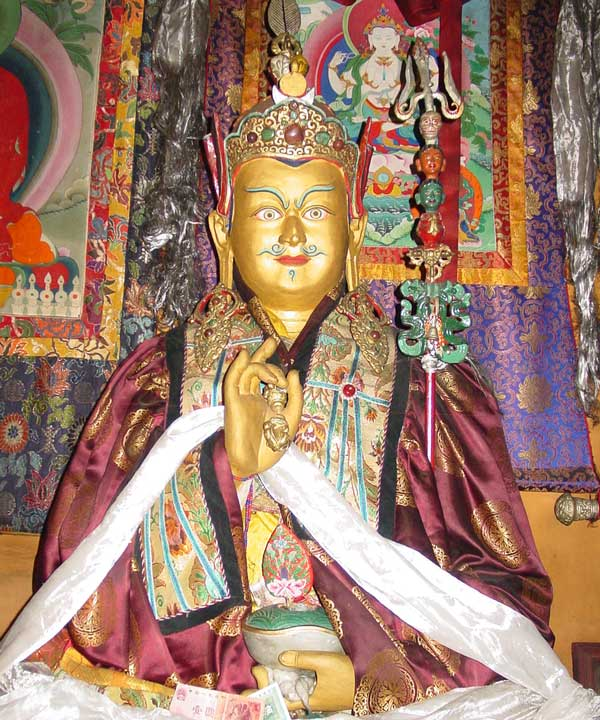
Padmasambhava
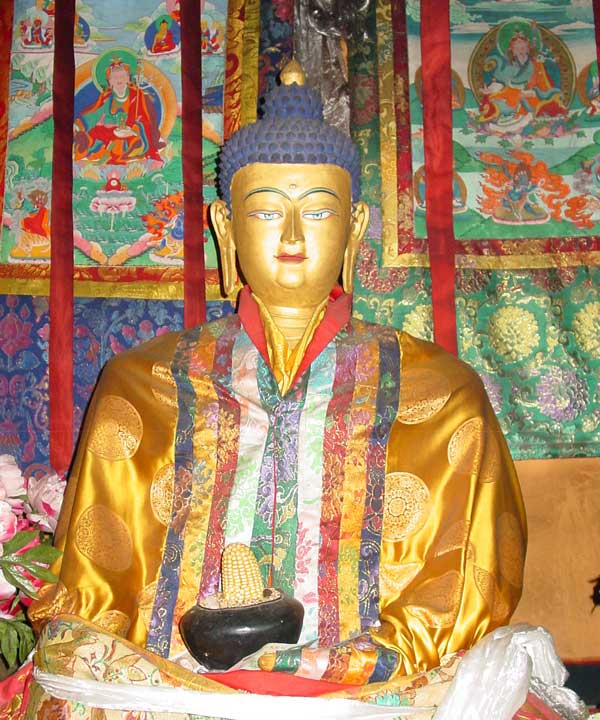
Gautama Boeddha